# Sa’ban
Le sa’ban est une langue austronésienne parlée en Malaisie, dans l'État de Sarawak, ainsi qu'en Indonésie, dans le Kalimantan. La langue appartient à la branche malayo-polynésienne des langues austronésiennes.

## Classification
Le sa’ban est une langue kelabit (en) classée par Robert Blust dans les langues dayiques (en), un sous-groupe des langues malayo-polynésiennes occidentales qui fait partie des langues sarawak du Nord. Blust considère que ces dernières s'intègrent dans un groupe bornéo du Nord.

## Vocabulaire
Exemples du vocabulaire de base du sa’ban :
| français       | sa’ban | Prononciation |
| -------------- | ------ | ------------- |
| deux           | wəh    |               |
| cochon sauvage | aka    |               |
| lune           | blin   |               |
| jour; soleil   | siəw   |               |
| eau; rivière   | pəiʔ   |               |
| sable          | bidi   |               |
| branche        | laʔin  |               |
| vite           | sajɪt  |               |

## Sources
- (en) Blust, Robert, Low Vowel Fronting in Northern Sarawak, Oceanic Linguistics, 39:2, pp. 285-319, 2000.
- (en) Blust, Robert, Òma Lóngh Historical Phonology, Oceanic Linguistics, 46:1, pp. 1-53, 2007.